# Ichirō Mizuki
Ichirō Mizuki (jap. 水木一郎 Mizuki Ichirō; ur. 7 stycznia 1948 w Tokio, zm. 6 grudnia 2022) – japoński piosenkarz anison, kompozytor, aktor i seiyū. Członek zespołu muzycznego JAM Project. Skomponował muzykę do wielu serii anime, takich jak Mazinger Z, Babel II, Great Mazinger, Tekkaman, Combattler V, Captain Harlock, Golion i Godannar. Jego prawdziwe imię i nazwisko to Toshio Hayakawa (jap. 早川俊夫 Hayakawa Toshio).
W roku 1968 wydał swój pierwszy singel solo, o nazwie Kimi ni sasageru Boku no Uta. W roku 1971 rozpoczął komponowanie muzyki do anime i tokusatsu. Jego piosenka Genshi Shounen Ryuu ga Yuku była użyta w czołówce serii anime Geshi Shounen Ryuu. W grudniu 1972, Mizuki wydał album soundtrack we współpracy z wytwórnią Nippon Columbia, Mazinger Z. Stał się on najlepiej sprzedającym się albumem w historii, przekraczając 700 000 kopii. Podobnie jego album soundtrack Captain Harlock jaki wydano w 1978, który sprzedał się w ponad 150 000 kopii.
W 1979, po raz pierwszy wystąpił w anime w programie Koraru no Tanken. Zagrał w serialach tokusatsu Jikuu Senshi Spielvan (1986) i Voicelugger (1999). W roku 2000 stworzył dużą grupę muzyczną przez połączenie zespołu rockowego JAM Project z Hironobu Kageyama, Masaaki Endou, Eizo Sakamoto i Rica Matsumoto.
Zmarł 6 grudnia 2022 na raka płuc, wykrytego w lipcu tegoż roku.

## Dyskografia

### Singli
- 1968 "Kimi ni sasageru Boku no Uta" (君にささげる僕の歌)
- 1970 "Dare mo inai Umi" (誰もいない海)
- 1990 "Natsukashi Kutte Hero ~I'll Never Forget You!~" (懐かしくってヒーロー~I'll Never Forget You!~)
- 1992 "Natsukashi Kutte Hero PartII ~We'll Be Together Forever!~" (懐かしくってヒーロー・PartII~We'll Be Together Forever!~)
- 1994 "SEISHUN FOR YOU ~Seishun no Uta~" (SEISHUN FOR YOU~青春の詩~)
- 1997 "221B Senki Single Version" (221B戦記 シングルバージョン)
- 1999 "Golden Rule ~Kimi wa mada Maketenai!~" (Golden Rule~君はまだ負けてない!~) / "Miage te goran Yoru no Hoshi wo" (見上げてごらん夜の星を)

### Albumy
- 1989 "OTAKEBI Sanjou! Hoeru Otoko Ichiro Mizuki Best" (OTAKEBI参上!吠える男 水木一郎ベスト)
- 1990 "Ichiro Mizuki OTAKEBI 2" (水木一郎 OTAKEBI2)
- 1990 "Ichiro Mizuki All Hits Vol.1" (水木一郎 大全集Vol.1)
- 1991 "Ichiro Mizuki All Hits Vol.2" (水木一郎 大全集Vol.2)
- 1991 "Ichiro Mizuki Ballade Collection ~SASAYAKI~ Vol.1" (水木一郎バラード・コレクション～SASAYAKI～Vol.1)
- 1991 "Ichiro Mizuki All Hits Vol.3" (水木一郎 大全集Vol.3)
- 1992 "Ichiro Mizuki All Hits Vol.4" (水木一郎 大全集Vol.4)
- 1992 "Ichiro Mizuki All Hits Vol.5" (水木一郎 大全集Vol.5)
- 1993 "Dear Friend"
- 1994 "Ichiro Mizuki no Tanoshii Asobi Uta" (水木一郎のたのしいあそびうた)
- 1995 "Ichiro Mizuki Best & Best" (水木一郎 ベスト&ベスト)
- 1997 "ROBONATION Ichiro Mizuki Super Robot Complete" (ROBONATION 水木一郎スーパーロボットコンプリート)
- 1998 "Neppuu Densetsu" (熱風伝説)
- 1999 "Neppuu Gaiden -Romantic Master Pieces-" (熱風外伝-Romantic Master Pieces-)
- 2001 "Aniki Jishin ~30th Anniversary BEST~" (アニキ自身~30th Anniversary BEST~)
- 2004 "Ichiro Mizuki Best of Aniking -Red Spirits-" (水木一郎 ベスト・オブ・アニキング -赤の魂-)
- 2004 "Ichiro Mizuki Best of Aniking -Blue Spirits-" (水木一郎 ベスト・オブ・アニキング -青の魂-)

## Lista temat piosenki

### Anime
- Genshi Shounen Ryuu ga Yuku (原始少年リュウが行く, Temat otwarcia Geshi Shounen Ryuu)
- Mazinger Z (マジンガーZ, Temat otwarcia Mazinger Z)
- Bokura no Mazinger Z (ぼくらのマジンガーZ, Temat końcowe Mazinger Z)
- Babel Nisei (バビル2世, Temat otwarcia Babel II)
- Seigi no Chou Nouryoku Shounen (正義の超能力少年, Temat końcowe Babel II)
- Ore wa Great Mazinger (おれはグレートマジンガー, Temat otwarcia Great Mazinger)
- Yuusha wa Mazinger (勇者はマジンガー, Temat końcowe Great Mazinger)
- Tekkaman no Uta (テッカマンの歌, Temat otwarcia Tekkaman: The Space Knight)
- Space Knights no Uta (スペースナイツの歌, Temat końcowe Tekkaman: The Space Knight)
- Koutetsu Jeeg no Uta (鋼鉄ジーグのうた, Temat otwarcia Steel Jeeg)
- Hiroshi no Theme (ひろしのテーマ, Temat końcowe Steel Jeeg)
- Combattler V no Theme (コン・バトラーVのテーマ, Temat otwarcia Combattler V)
- Yuke! Combattler V (行け!コン・バトラーV, Temat końcowe Combattler V)
- Tatakae! Gakeen (たたかえ!ガ・キーン, Temat otwarcia Magne Robo Gakeen, z Mitsuko Horie)
- Takeru to Mai no Uta (猛と舞のうた, Temat końcowe Magne Robo Gakeen, z Mitsuko Horie)
- Try Attack! Mechander Robo (トライアタック!メカンダーロボ, Temat otwarcia Mechander Robo)
- Sasurai no Hoshi Jimmy Orion (さすらいの星 ジミーオリオン, Temat końcowe Mechander Robo)
- Hyouga Senshi Guyslugger (氷河戦士ガイスラッガー, Temat otwarcia Hyouga Senshi Guyslugger)
- Chichi wo Motomete (父をもとめて, Temat końcowe Voltes V)
- Choujin Sentai Baratack (超人戦隊バラタック, Temat otwarcia Baratack)
- Grand Prix no Taka (グランプリの鷹, Temat otwarcia Arrow Emblem Grand Prix no Taka)
- Laser Blues (レーサーブルース, Temat końcowe Arrow Emblem Grand Prix no Taka)
- Captain Harlock (キャプテンハーロック, Temat otwarcia Captain Harlock)
- Warera no Tabidachi (われらの旅立ち, Temat końcowe Captain Harlock)
- Lupin Sansei Ai no Theme (ルパン三世愛のテーマ, Temat końcowe Lupin III)
- Tatakae! Golion (斗え!ゴライオン, Temat otwarcia Golion)
- Gonin de Hitotsu (五人でひとつ, Temat końcowe Golion)
- Game Center Arashi (ゲームセンターあらし, Temat otwarcia Game Center Arashi)
- Mawari Himawari Hero Hero-kun (まわりひまわりへろへろくん, Temat otwarcia Hero Hero-kun)
- SOULTAKER (Temat otwarcia The SoulTaker, z JAM Project)
- Sangou no Hitsugi (塹壕の棺, Temat końcowe i otwarcia (epizod 13) Godannar, z Mitsuko Horie)
- ENGAGE!!! Godannar (ENGAGE!!!ゴーダンナー, Temat otwarcia Godannar drugi sezon, z Mitsuko Horie)
- STORMBRINGER (Temat otwarcia Koutetsushin Jeeg, jak część JAM Project)

### Gra komputerowa
- Double Impact (ダブル・インパクト, Temat piosenka Ganbare Goemon ~Neo Momoyama Bakufu no Odori~)
- Ara buru Damashii (荒ぶる魂+α, Temat obrazu Super Robot Wars Alpha)
- STEEL SOUL FOR YOU (Temat obrazu Super Robot Wars Alpha, z Hironobu Kageyama)
- Tomo yo ~Super Robot Wars Alpha~ (戦友よ。~SUPER ROBOT WARS α~, Temat obrazu Super Robot Wars Alpha)
- Wa ni Teki Nashi (我ニ敵ナシ, Temat obrazu Super Robot Wars Alpha)
- Denkou Sekka Volder (電光石火ヴォルダー, Temat piosenka Tatsunoko Fight)
- Gattai! Donranger Robo (合体!ドンレンジャーロボ, Temat wkładka Taiko no Tatsujin: Tobikkiri! Anime Special)
- Kitto Motto Zutto (きっと もっと ずっと, Temat wkładka Taiko no Tatsujin: Tobikkiri! Anime Special, z Mitsuko Horie i Hironobu Kageyama)
- Hibike! Taiko no Tatsujin (響け!太鼓の達人, Temat wkładka Taiko no Tatsujin: Tobikkiri! Anime Special, z Mitsuko Horie i Hironobu Kageyama)

### Tokusatsu
- Bokura no Barom One (ぼくらのバロム1, Temat otwarcia Choujin Barom One)
- Yuujou no Barom Cross (友情のバロム・クロス, Temat końcowe Choujin Barom One)
- Arashi yo Sakebe (嵐よ叫べ, Temat otwarcia Henshin Ninja Arashi)
- Warera wa Ninja (われらは忍者, Temat końcowe Henshin Ninja Arashi)
- Hakaider no Uta (ハカイダーの歌, Temat wkładka Android Kikaider)
- Saburou no Theme (三郎のテーマ, Temat wkładka Android Kikaider)
- Shounen Kamen Rider Tai no Uta (少年仮面ライダー隊の歌, Temat pierwszy końcowe Kamen Rider V3)
- Robot Keiji (ロボット刑事, Temat otwarcia Robot Keiji)
- Susume Robot Keiji (進めロボット刑事, Temat końcowe Robot Keiji)
- Shiro Shishi Kamen no Uta (白獅子仮面の歌, Temat otwarcia Shiro Shishi Kamen)
- Chest! Chest! Inazuman (チェスト!チェスト!イナズマン, Temat końcowe Inazuman)
- Setup! Kamen Rider X (セタップ!仮面ライダーX, Temat otwarcia Kamen Rider X)
- Ore wa X Kaizorg (おれはXカイゾーグ, Temat końcowe Kamen Rider X)
- Inazuman Action (イナズマン・アクション, Temat końcowe Inazuman F)
- Ganbare Robocon (がんばれロボコン, Temat pierwszy otwarcia Ganbare!! Robocon)
- Oira Robocon Robot dai! (おいらロボコンロボットだい!, Temat drugi otwarcia Ganbare!! Robocon)
- Oira Robocon Sekai Ichi (おいらロボコン世界一, Temat pierwszy końcowe Ganbare!! Robocon)
- Robocon Ondou (ロボコン音頭, Temat drugi końcowe Ganbare!! Robocon)
- Hashire!! Robcon Undoukai (走れ!!ロボコン運動会, Temat trzeci końcowe Ganbare!! Robocon)
- Robocon Gattsuracon (ロボコン ガッツラコン, Temat czwarty końcowe Ganbare!! Robocon)
- Bouken Rockbat (冒険ロックバット, Temat otwarcia Bouken Rockbat)
- Tetsu no Prince Blazer (鉄のプリンス・ブレイザー, Temat końcowe Bouken Rockbat)
- Kamen Rider Stronger no Uta (仮面ライダーストロンガーのうた, Temat otwarcia Kamen Rider Stronger)
- Kyou mo Tatakau Stronger (きょうもたたかうストロンガー, Temat drugi końcowe Kamen Rider Stronger, z Mitsuko Horie)
- Stronger Action (ストロンガーアクション, Temat trzeci końcowe Kamen Rider Stronger, z Mitsuko Horie)
- Yukuzo! BD7 (行くぞ!BD7, Temat otwarcia Shounen Tantei Dan)
- Shounen Tantei Dan no Uta (少年探偵団のうた, Temat końcowe Shounen Tantei Dan)
- Shouri da! Akumaizer 3 (勝利だ!アクマイザー3, Temat otwarcia Akumaizer 3)
- Susume Zaiderbeck (すすめザイダベック, Temat końcowe Akumaizer 3)
- Kagayaku Taiyou Kagestar (輝く太陽カゲスター, Temat otwarcia The Kagestar)
- Star! Star! Kagestar (スター!スター!カゲスター, Temat końcowe The Kagestar)
- Tatakae! Ninja Captor (斗え!忍者キャプター, Temat otwarcia Ninja Captor, z Mitsuko Horie)
- Oozora no Captor (大空のキャプター, Temat końcowe Ninja Captor, z Mitsuko Horie)
- Jigoku no Zubat (地獄のズバット, Temat otwarcia Kaiketsu Zubat)
- Otoko wa Hitori Michi wo Yuku (男はひとり道をゆく, Temat końcowe Kaiketsu Zubat)
- Oh!! Daitetsujin One Seven (オー!!大鉄人ワンセブン, Temat otwarcia Daitetsujin 17)
- One Seven Sanka (ワンセブン讃歌, Temat końcowe Daitetsujin 17)
- Kyouryuu Sentai Koseidon (恐竜戦隊コセイドン, Temat otwarcia Kyouryuu Sentai Koseidon)
- Koseidon March (コセイドンマーチ, Temat końcowe Kyouryuu Sentai Koseidon)
- Battle Fever Sanka (バトルフィーバー讃歌, Temat wkładka Battle Fever J)
- Battle Fever Dai Shutsugeki (バトルフィーバー大出撃, Temat wkładka Battle Fever J)
- Yuke! Yuke! Megaloman (行け!行け!メガロマン, Temat otwarcia Megaloman)
- Waga Kokoro no Rozetta Hoshi (我が心のロゼッタ星, Temat końcowe Megaloman)
- Moero! Kamen Rider (燃えろ!仮面ライダー, Temat pierwszy otwarcia Kamen Rider)
- Otoko no Na wa Kamen Rider (男の名は仮面ライダー, Temat drugi otwarcia Kamen Rider (Skyrider))
- Haruka naru Ai ni Kakete (はるかなる愛にかけて, Temat pierwszy końcowe Kamen Rider (Skyrider))
- Kagayake! 8-Nin Rider (輝け!8人ライダー, Temat drugi końcowe Kamen Rider (Skyrider))
- Junior Rider Tai no Uta (ジュニアライダー隊の歌, Temat drugi końcowe Kamen Rider Super-1)
- Ashita ga Arusa (あしたがあるさ, Temat wkładka Sun Vulcan)
- Umi ga Yondeiru (海が呼んでいる, Temat wkładka Sun Vulcan)
- Kagayake! Sun Vulcan (輝け!サンバルカン, Temat wkładka Sun Vulcan)
- Kimi wa Panther (君はパンサー, Temat wkładka Sun Vulcan)
- Taiyou March (太陽マーチ, Temat wkładka Sun Vulcan)
- Andro Melos (アンドロメロス, Temat otwarcia Andro Melos)
- Kaette Koiyo Andro Melos (帰ってこいよアンドロメロス, Temat końcowe Andro Melos)
- Jikuu Senshi Spielvan (時空戦士スピルバン, Temat otwarcia Jikuu Senshi Spielvan)
- Kimi on Nakama da Spielvan (君の仲間だスピルバン, Temat pierwszy końcowe Jikuu Senshi Spielvan)
- Kesshou da! Spielvan (結晶だ!スピルバン, Temat drugi końcowe Jikuu Senshi Spielvan)
- Time Limit (タイムリミット, Temat końcowe Choujinki Metalder)
- Eien no Tameni Kimi no Tameni (永遠のために君のために, Temat wkładka Kamen Rider BLACK RX)
- Just Gigastreamer (ジャスト・ギガストリーマー, Temat wkładka Winspector)
- Yuusha Winspector (勇者ウインスペクター, Temat wkładka Winspector)
- Yume mo Hitotsu no Nakama-Tachi (夢もひとつの仲間たち, Temat wkładka Winspector)
- Hoero! Voicelugger (ほえろ!ボイスラッガー, Temat otwarcia Voicelugger)
- Samba de Gaoren (サンバ de ガオレン, Temat wkładka Hyakujuu Sentai Gaoranger)
- Hyakujuu Gattai! Gaoking (百獣合体!ガオキング, Temat wkładka Hyakujuu Sentai Gaoranger)
- Tao (道, Temat końcowe Juuken Sentai Gekiranger)

## Role głosowe

### Animetelewizyjne
- Koraru no Tanken (1979) jako Rat Hector
- Space Carrier Blue Noah (1979) jako Gruppenkommandeur
- Happy Lucky Bikkuriman (2007) jako La☆Keen

### OVA
- Dangaioh (1987) jako Yoldo

### Tokusatsutelewizyjne
- Jikuu Senshi Spielvan (1986) jako dr Ben
- Voicelugger (1999) jako Voicelugger Gold
- Chou Ninja Tai Inazuma!! SPARK (2007) jako Shouryuusai Mizuki

### Gry komputerowe i wideo
- Super Robot Wars Alpha 3 jako Keisar Ephes
- Bobobō-bo Bō-bobo Hajike Matsuri (W wersja anime, seiyū ochrzczony przez Takehito Koyasu, temat piosenka)

## Literatura
- Hitoshi Hasebe: "Anison – Kashu Ichiro Mizuki Sanjuu Shuunen Kinen Nekketsu Shashinshuu" (兄尊(アニソン)―歌手水木一郎三十周年記念熱血写真集, 1999, Oakla Publishing) ISBN 4-87278-461-8
- Ichiro Mizuki & Project Ichiro: "Aniki Damashii ~Anime Song no Teiou / Mizuki Ichirou no Sho~" (アニキ魂~アニメソングの帝王・水木一郎の書~, 2000, Aspect) ISBN 4-7572-0719-0